# Občina Rogašovci
Občina Rogašovci je ena od občin v Republiki Sloveniji.

## Grb Občine Rogašovci
Grb občine Rogašovci je v modrem polju Sveti Jurij, zlato oblečen in obut v modre škornje, ter šlemom na vzpenjajočem se konju. Drži ščit z Jurjevim križem, ko z zlatim kopjem prebada žrelo črnega zmaja.
Čeprav so Rogašovci danes večje kulturno (tudi versko) središče občine je kraj Sveti Jurij zgrajen okoli cerkve Svetega Jurija katera se omenja že 1366 leta. To pojasnjuje tudi izbor občinskih simbolov.
Grb so začeli uporabljati 1. oktobra 1999. 

## Naselja v občini
Fikšinci, Kramarovci, Nuskova, Ocinje, Pertoča, Rogašovci, Ropoča, Serdica, Sotina, Sveti Jurij, Večeslavci

## Seznam osebnosti, ki so povezane z občino Rogašovci
Seznam osebnosti iz občine Rogašovci